# Метех
Метех је насеље у општини Плав у Црној Гори. Према попису из 2011. било је 312 становника (према попису из 2003. било је 452 становника).

## Етимологија
Ријеч метех или метох је грчког порекла и означавала је некада црквено земљиште , као и Метохија. Петар I Петровић Његош је паралелно користио обе речи и метох и метех.

## Демографија
У насељу Метех живи 313 пунолетних становника, а просечна старост становништва износи 33,9 година (32,2 код мушкараца и 35,9 код жена). У насељу има 114 домаћинстава, а просечан број чланова по домаћинству је 3,96.
Ово насеље је углавном насељено Бошњацима (према попису из 2003. године), а у последња три пописа, примећен је пад у броју становника.
|  |

| Демографија | Демографија | Демографија |
| Година      | Становника  | Становника  |
| ----------- | ----------- | ----------- |
|             |             |             |
|             |             |             |
|             |             |             |
|             |             |             |
| 1948.       | 867         |             |
| 1953.       | 951         |             |
| 1961.       | 974         |             |
| 1971.       | 1.030       |             |
| 1981.       | 963         |             |
| 1991.       | 720         | 672         |
| 2003.       | 586         | 452         |
| 2011.       |             | 312         |

| Национални састав према попису из 2003.‍ | Национални састав према попису из 2003.‍ | Национални састав према попису из 2003.‍ | Национални састав према попису из 2003.‍ | Национални састав према попису из 2003.‍ |
| --------------------------------------- | --------------------------------------- | --------------------------------------- | --------------------------------------- | --------------------------------------- |
|                                         |                                         |                                         |                                         |                                         |
| Бошњаци                                 | Бошњаци                                 |                                         | 390                                     | 86,28%                                  |
| Муслимани                               | Муслимани                               |                                         | 27                                      | 5,97%                                   |
| Срби                                    | Срби                                    |                                         | 20                                      | 4,42%                                   |
| Црногорци                               | Црногорци                               |                                         | 7                                       | 1,54%                                   |
| Албанци                                 | Албанци                                 |                                         | 6                                       | 1,32%                                   |

| Национални састав према попису из 2011.‍ | Национални састав према попису из 2011.‍ | Национални састав према попису из 2011.‍ | Национални састав према попису из 2011.‍ | Национални састав према попису из 2011.‍ |
| --------------------------------------- | --------------------------------------- | --------------------------------------- | --------------------------------------- | --------------------------------------- |
|                                         |                                         |                                         |                                         |                                         |
| Бошњаци                                 | Бошњаци                                 |                                         | 216                                     | 69,23%                                  |
| Муслимани                               | Муслимани                               |                                         | 72                                      | 23,08%                                  |
| Срби                                    | Срби                                    |                                         | 9                                       | 2,88%                                   |
| Црногорци                               | Црногорци                               |                                         | 9                                       | 2,88%                                   |

| Година пописа     | 1948. | 1953. | 1961. | 1971. | 1981. | 1991. | 2003. |
| ----------------- | ----- | ----- | ----- | ----- | ----- | ----- | ----- |
| Број домаћинстава | 147   | 156   | 136   | 139   | 126   | 130   | 120   |

| Број чланова      | 1   | 2  | 3  | 4  | 5  | 6  | 7  | 8 | 9 | 10 и више | Просек |
| ----------------- | --- | -- | -- | -- | -- | -- | -- | - | - | --------- | ------ |
| Број домаћинстава | 114 | 15 | 25 | 11 | 14 | 21 | 17 | 6 | 2 | 1         | 2      |

| Пол    | Укупно | Неожењен/Неудата | Ожењен/Удата | Удовац/Удовица | Разведен/Разведена | Непознато |
| ------ | ------ | ---------------- | ------------ | -------------- | ------------------ | --------- |
| Мушки  | 177    | 69               | 106          | 0              | 2                  | 0         |
| Женски | 148    | 29               | 105          | 12             | 0                  | 2         |
| УКУПНО | 325    | 98               | 211          | 12             | 2                  | 2         |

| Пол    | Укупно                    | Пољопривреда, лов и шумарство | Рибарство                            | Вађење руде и камена | Прерађивачка индустрија       |
| ------ | ------------------------- | ----------------------------- | ------------------------------------ | -------------------- | ----------------------------- |
| Мушки  | 35                        | 21                            | 0                                    | 0                    | 0                             |
| Женски | 10                        | 6                             | 0                                    | 0                    | 0                             |
| УКУПНО | 45                        | 27                            | 0                                    | 0                    | 0                             |
| Пол    | Производња и снабдевање   | Грађевинарство                | Трговина                             | Хотели и ресторани   | Саобраћај, складиштење и везе |
| Мушки  | 2                         | 0                             | 1                                    | 0                    | 0                             |
| Женски | 0                         | 0                             | 0                                    | 1                    | 0                             |
| УКУПНО | 2                         | 0                             | 1                                    | 1                    | 0                             |
| Пол    | Финансијско посредовање   | Некретнине                    | Државна управа и одбрана             | Образовање           | Здравствени и социјални рад   |
| Мушки  | 0                         | 0                             | 6                                    | 3                    | 0                             |
| Женски | 0                         | 0                             | 0                                    | 2                    | 1                             |
| УКУПНО | 0                         | 0                             | 6                                    | 5                    | 1                             |
| Пол    | Остале услужне активности | Приватна домаћинства          | Екстериторијалне организације и тела | Непознато            | Непознато                     |
| Мушки  | 0                         | 0                             | 0                                    | 2                    | 2                             |
| Женски | 0                         | 0                             | 0                                    | 0                    | 0                             |
| УКУПНО | 0                         | 0                             | 0                                    | 2                    | 2                             |

## Познате личности
- Бранка Ђукић